# Haliotis virginea
Haliotis virginea (em inglês virgin abalone; conhecido em maori por pāua e denominado virgin pāua ou whitefoot pāua, devido à cor esbranquiçada do pé do animal) é uma espécie de molusco gastrópode marinho pertencente à família Haliotidae. Foi classificada por Gmelin, em 1791. É nativa do sudoeste do oceano Pacífico, na costa da Nova Zelândia; sendo uma das três espécies de Haliotis deste país - junto com Haliotis australis (yellowfoot pāua, silver pāua ou queen pāua) e H. iris (blackfoot pāua ou pāua) - e o menor abalone neozelandês, em dimensões.

## Descrição da concha
Haliotis virginea apresenta concha variável, oval e funda, com lábio externo encurvado, sem ondulações fortes em sua borda. Ela possui em sua superfície um relevo de estrias espirais bem demarcadas, cruzadas por linhas de crescimento mais ou menos destacadas ; podendo ter na sua superfície um relevo fortemente rugoso em alguns exemplares. Chegam até 7 centímetros e são de coloração creme, esverdeada ou marrom-avermelhada, podendo apresentar manchas mais claras e estreitas. Os furos abertos na concha, de 5 a 8, são circulares, grandes e pouco elevados. Região interna madreperolada, iridescente, apresentando o relevo de sua face externa visível.

## Subespécies e distribuição geográfica
Haliotis virginea ocorre em águas rasas da zona nerítica, entre as rochas, no sudoeste do oceano Pacífico; uma espécie endêmica da costa da Nova Zelândia, com cinco subespécies descritas nas seguintes localidades:
- Haliotis virginea crispata Gould, 1847,[1] encontrada ao norte de Auckland, em Northland, até a península de Mahia.[10]
- Haliotis virginea huttoni Filhol, 1880,[1] nativa das ilhas Campbell e Auckland.[10]
- Haliotis virginea morioria Powell, 1938,[1] nativa das ilhas Chatham.[10]
- Haliotis virginea stewartae M. Jones & B. Owen, 2004,[1] nativa das ilhas Antípodas e Bounty.[10]
- Haliotis virginea virginea Gmelin, 1791,[1] nativa da parte sul da ilha Norte, ilha Sul e ilhas Chatham.[10]

## Taxonomia
A denominação Haliotis virginea, dada por Reeve, em 1846, também foi usada para descrever outro Haliotidae da espécie Haliotis marmorata Linnaeus, 1758. Esta nomenclatura agora é inválida.